# Martakert
Martakert (armeni: Մարտակերտ: Martakert, també escrit com a Mardakert) o Aghdara (àzeri: Ağdərə: també escrit com a Agdere o Aqdara) és una ciutat d'uns 4.600 habitats de la República de Artsakh, un estat amb reconeixement internacional limitat establert en l'anterior territori autònom de Nagorno-Karabakh de la República Socialista Soviètica de l'Azerbaidjan. La ciutat és internacionalment reconeguda per ser de jure part de l'Azerbaidjan. La província de Martakert és controlada per les forces militars d'Artsakh d'ençà el final de la Guerra de l'Alt Karabakh (1991-94).
Martakert era el centre administratiu del Districte de Mardakert durant l'era soviètica, i és ara el centre administratiu de la Regió de Martakert d'Artsakh. Azerbaidjan considera la ciutat com a part del seu Districte de Tàrtar.
Durant la Guerra de Nagorno-Karabakh (1991-94) l'àrea de Martakert va viure batalles importants, incloent-hi les ofensives àzeris de Mardakert i Martuni. El 2016, alguns enfrontaments al llarg de la línia de foc van tenir lloc prop de Martakert. Durant el conflicte de l'Alt Karabakh de 2020, la regió de Martakert fou també escenari de diversos atacs.
Martakert és agermanada amb dues ciutatsː
 Edjmiatsin, Armenia (d'ençà el 2010).
 Bourj Hammoud, Líban. (d'ençà el maig 2018).

## Galeria

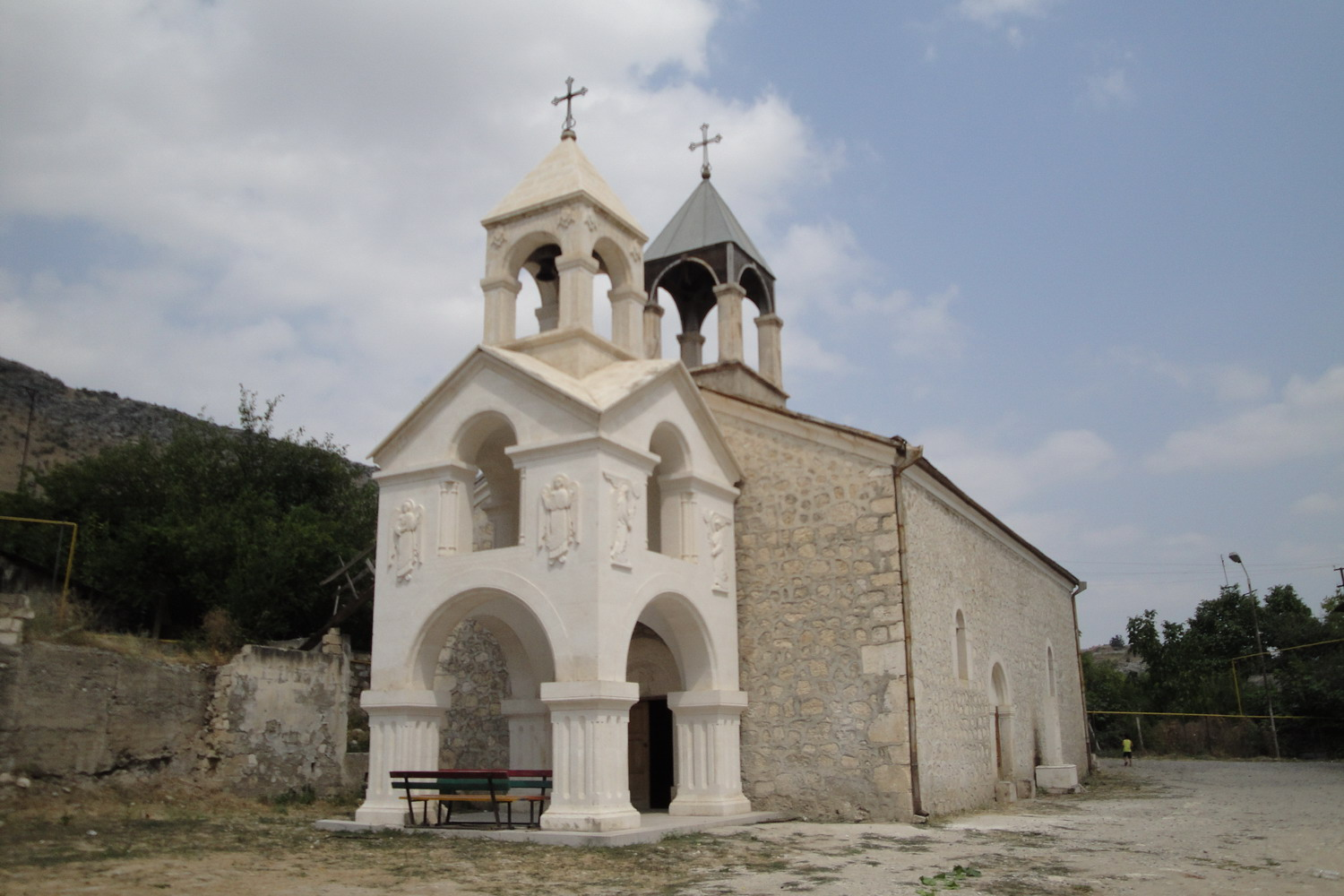
Esglesia de Sant Joan Baptista, Martakert
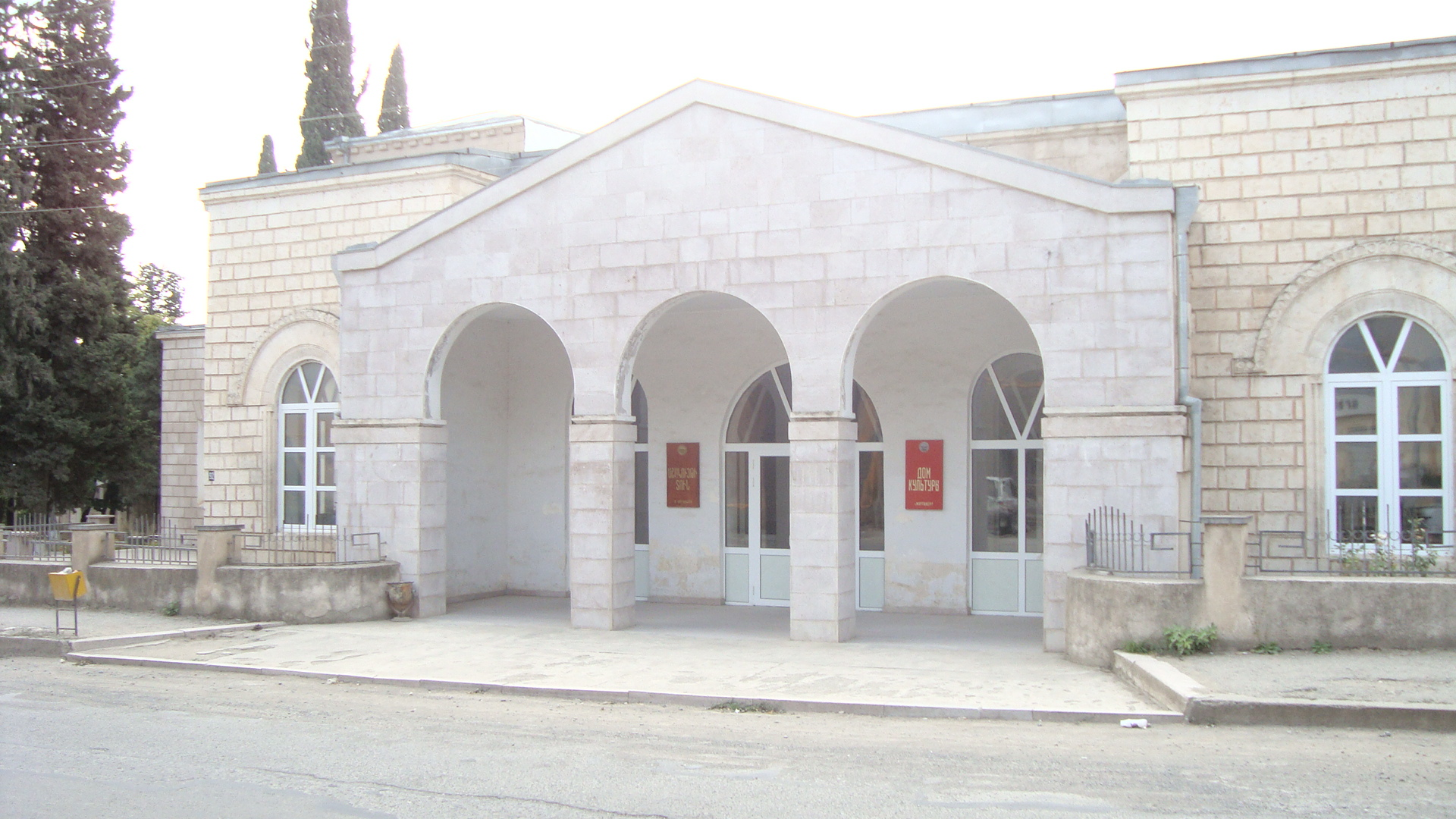
Casa de cultura de Martakert
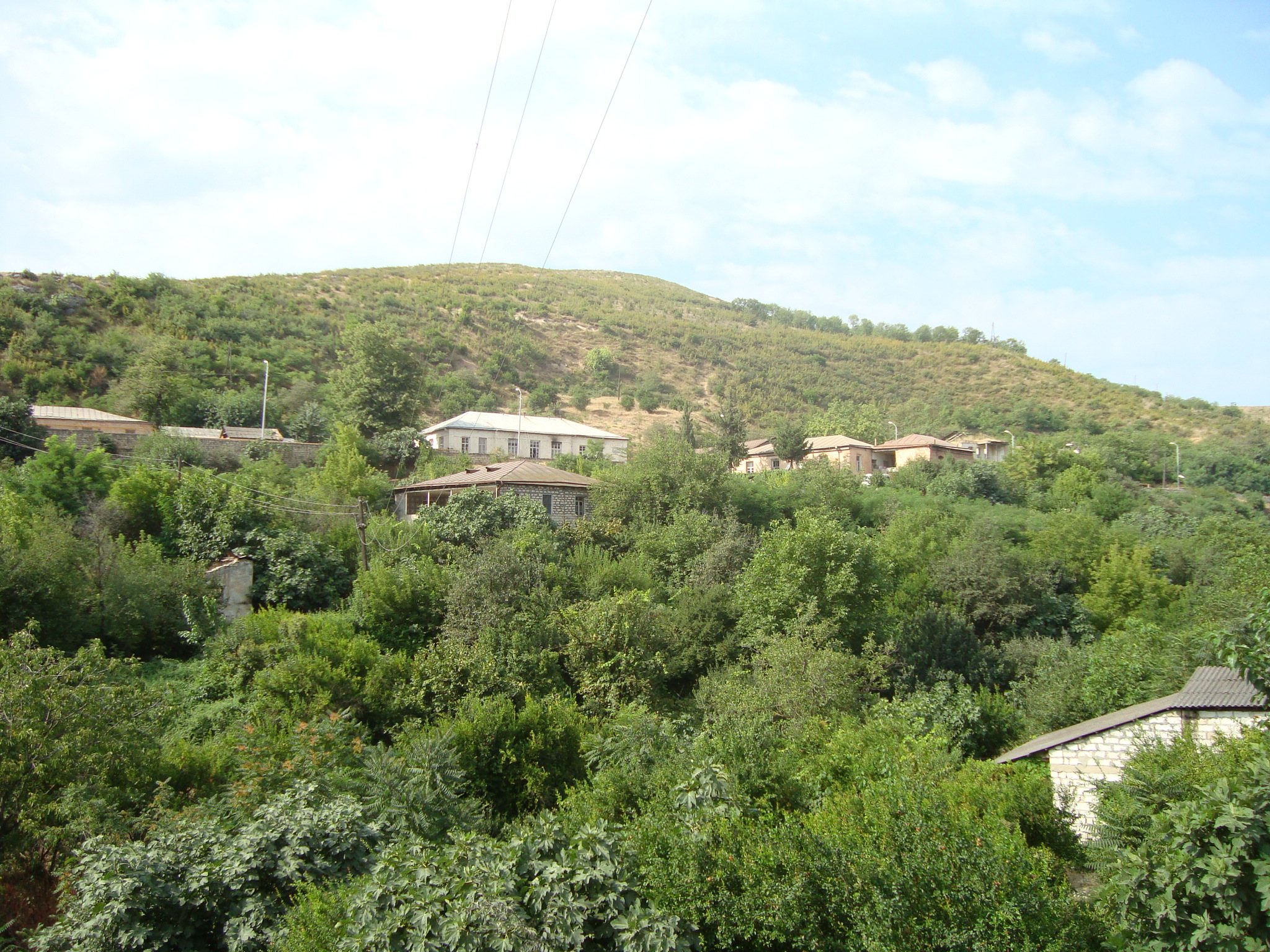
Vista des del poble
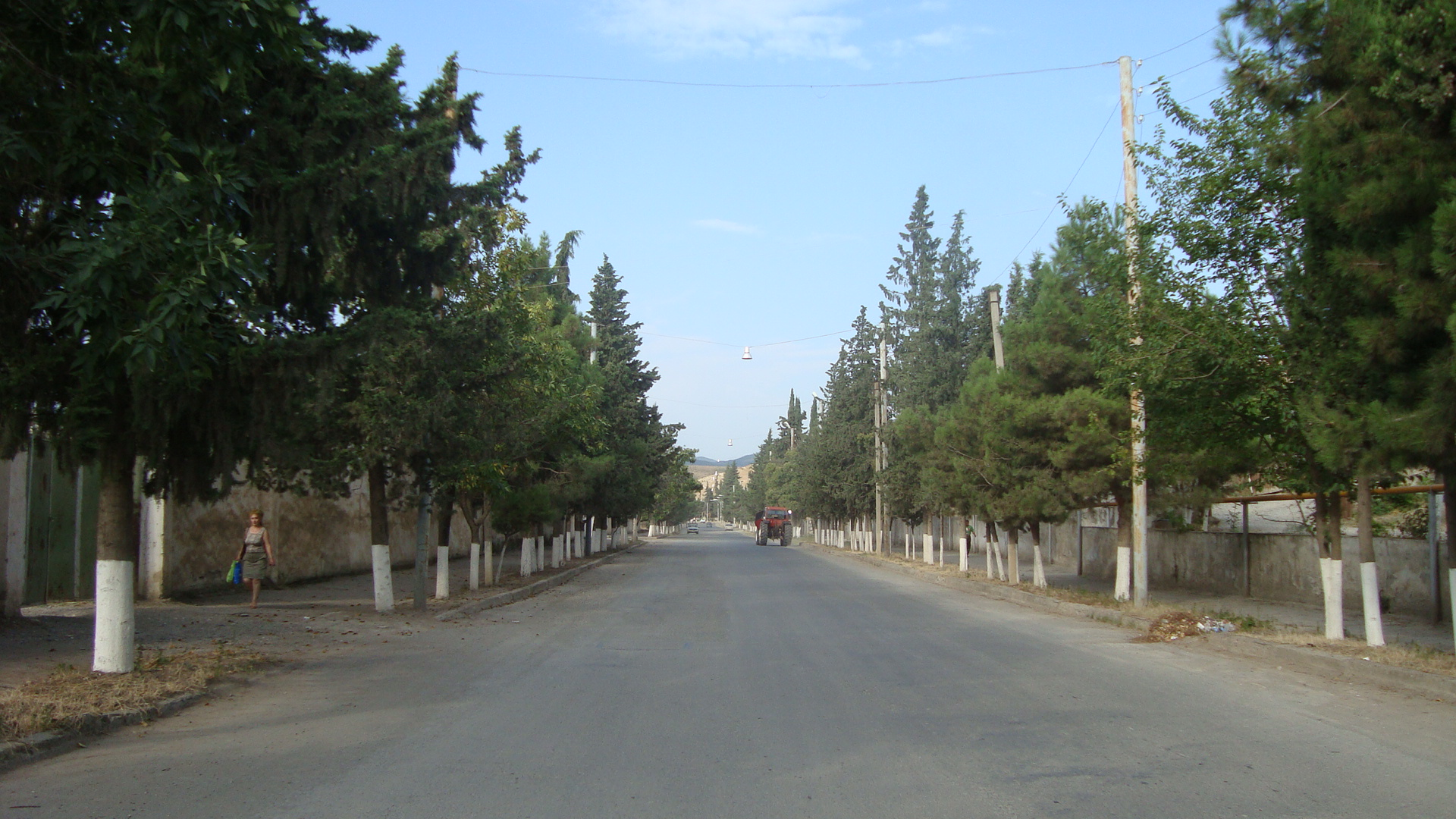
Un dels carrers principals de la ciutat